# 스타샷
스타샷은 지구와 가까운 프록시마 계를 탐사하기 위해 복사압으로 탐사선을 추진해 프록시마와 프록시마 b를 탐사하는 프로젝트이다. 이 탐사선의 가장 큰 목적은 프록시마와 프록시마 b를 전에 망원경 탐사하는 것보다 더 정확하게, 많이 탐사하는 것으로 복사압을 이용해 광속의 15%에서 20%의 속도로 20년~30년을 프록시마로 이동하여 프록시마를 탐사하고 4년에 걸쳐 탐사결과를 보내 프록시마의 환경, 생명체 거주 가능성, 대기 등을 확인하는 것이 가장 큰 목적이다.

## 역사
2016년 4월, 뉴욕에서 개최된 과학 페스티벌에서 유리 밀너와 스티븐 호킹, 그리고 마크 저커버그가 이 프로젝트를 발표했다. 이 프로젝트의 자금은 처음에는 1억 달러로 책정되어 NASA와 미국 의회가 1억 달러를 제공했으나 나중에 유리 밀러의 자금 지원으로 예산이 더욱 늘어나 5~10억 달러가 배정이 예정되었다. 이후, 이 프로젝트는 2036년 발사된다는 구체적인 계획이 완성되었다.

## 발사
발사는 먼저 우주선을 우주에 올려놓고 레이저를 발사해 레이저의 복사압을 사용해 우주선을 추진하는 방식이다.

## 지원, 개발, 투자
- NASA
- JPL
- 하버드 대학교
- 故 스티븐 호킹
- 유리 밀러
- 마크 저커버그

### 그 외 연구자&연구팀
Pete Worden, Executive Director, Breakthrough Starshot; former Director of NASA Ames Research Center
- Avi Loeb, Chairman, Breakthrough Starshot Advisory Committee; Harvard University
- Jim Benford, Microwave Sciences
- Steven Chu, Nobel Prize winner, Stanford University
- Bruce Draine, Princeton University
- Ann Druyan, Cosmos Studios
- 프리먼 다이슨, Princeton Institute of Advanced Study
- Lou Friedman, Planetary Society, JPL
- Robert Fugate, Arctelum, LLC, New Mexico Tech
- Giancarlo Genta, Polytechnic University of Turin
- Olivier Guyon, University of Arizona
- 메이 제미슨, 100 Year Starship
- Joan Johnson-Freese, US Naval War College
- Pete Klupar, Director of Engineering, Breakthrough Starshot; former Director of Engineering, NASA Ames Research Center
- 제프 쿤, University of Hawaii Institute for Astronomy
- Geoff Landis, SA Glenn Research Center
- Kelvin Long, Journal of the British Interplanetary Society
- Greg Matloff, New York City College of Technology
- Claire Max, University of California, Santa Cruz
- Kaya Nobuyuki, Kobe University
- Kevin Parkin, Parkin Research
- Mason Peck, Cornell University
- 솔 펄머터, Nobel Prize winner, Breakthrough Prize winner, UC Berkeley and Lawrence Berkeley National Laboratory
- 마틴 리스, Astronomer Royal
- Roald Sagdeev, University of Maryland
- Ed Turner, Princeton University, NAOJ